# マプト
マプト（Maputo）は、モザンビークの首都。同国の南端に位置し、単独で州を構成する。天然の良港で、モザンビーク最大の近代的な都市である。ポルトガル植民地時代のコロニアル様式による建物物が現存している。人口は約116万人（2023年）で、都市圏人口は250万人を上回る。

## 概要
インド洋に望む港町であり、マプト川が流れ、マプト湾へ注ぐ。マプト市の経済はこの近代的な港湾を中心とする。公式の統計による総人口は約116万人（2023年）だが、実際にはスラムと非公式の居住地のためにそれ以上の住民がいると推定される。

## 歴史

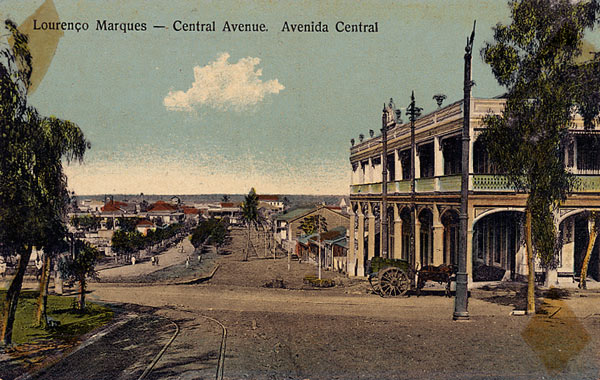
ロウレンソ・マルケス（1905年）

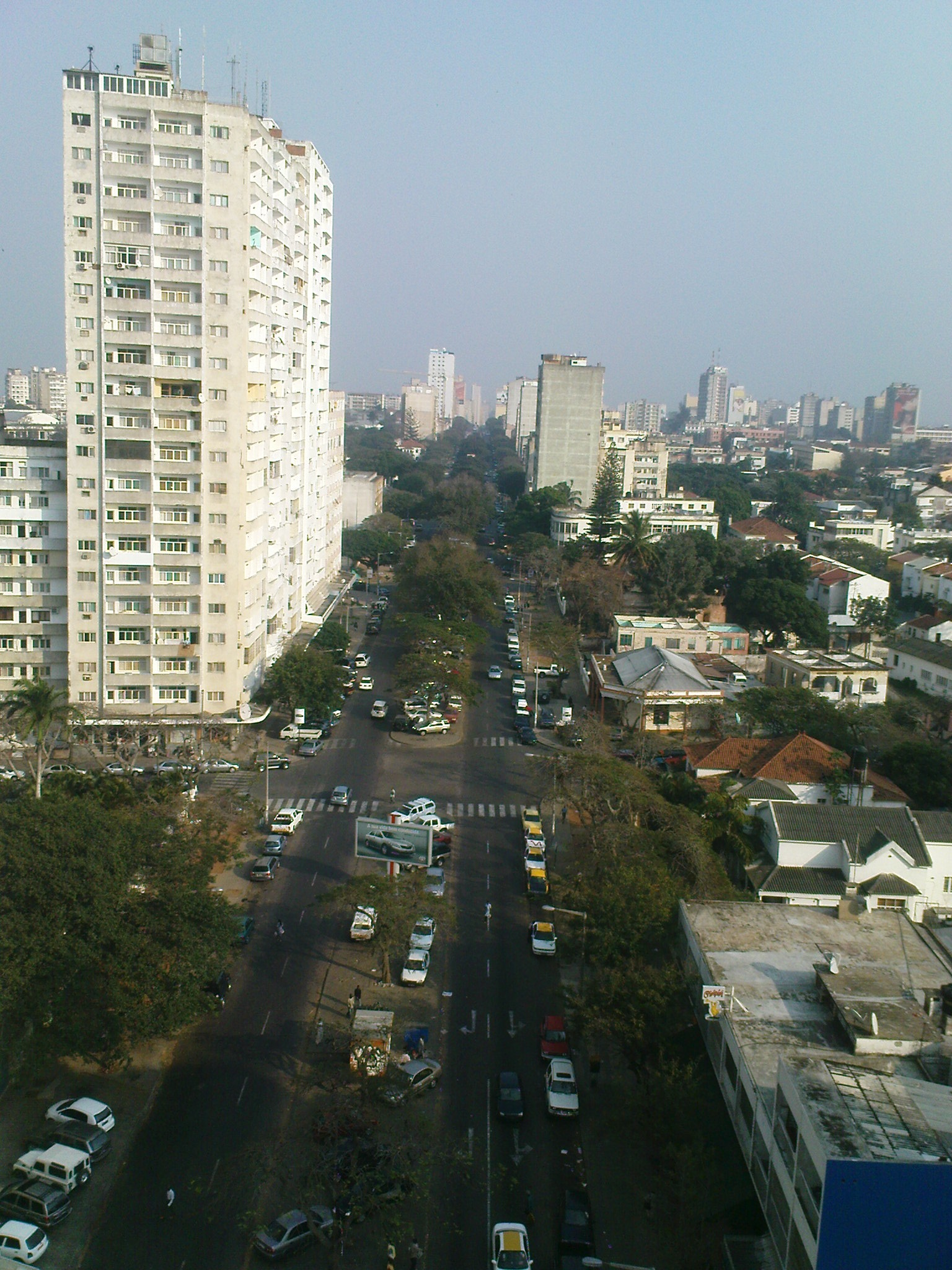
大通り

マプトは18世紀にポルトガル人によって創建された。この地方を1544年に最初に探検したポルトガルの貿易商人ロウレンソ・マルケスの名にちなみロウレンソ・マルケス(Lourenço Marques)と命名された。1895年、南アフリカのプレトリアと結ぶ鉄道が開通し、都市人口が増加した。1907年、ロウレンソ・マルケスはモザンビーク植民地の首都となった。独立後、都市の名前は現在のマプトに改称された。
マプトは計画都市であり、街路は直交し、道幅は広い。しかし、独立の過程においてポルトガル人に放棄されてしまったため、地方の部族の村から直接に出てきた住民によって占拠されることが少なくなかった。これらの住民は近代的な都市生活に満足せず、占拠した家を破壊した。激しい内戦によって破壊の度合いはさらに著しいものとなり、2004年頃まで、都市は大きな損害を受けたままにあった。
その後修復と復興が開始され、古い建物を修復するのではなく、新たな建物が勃興しつつある中産階級によって建てられている。しかし公共サービスは依然として信頼性がなく、不安定な状態にある。

## 地理
マプトは、マプト湾の西側、テンベ川の河口に位置する。マプト湾は奥行き 95km、幅 30 km である。マプト川がマプト湾の南端で海に注いでいる。

## 気候

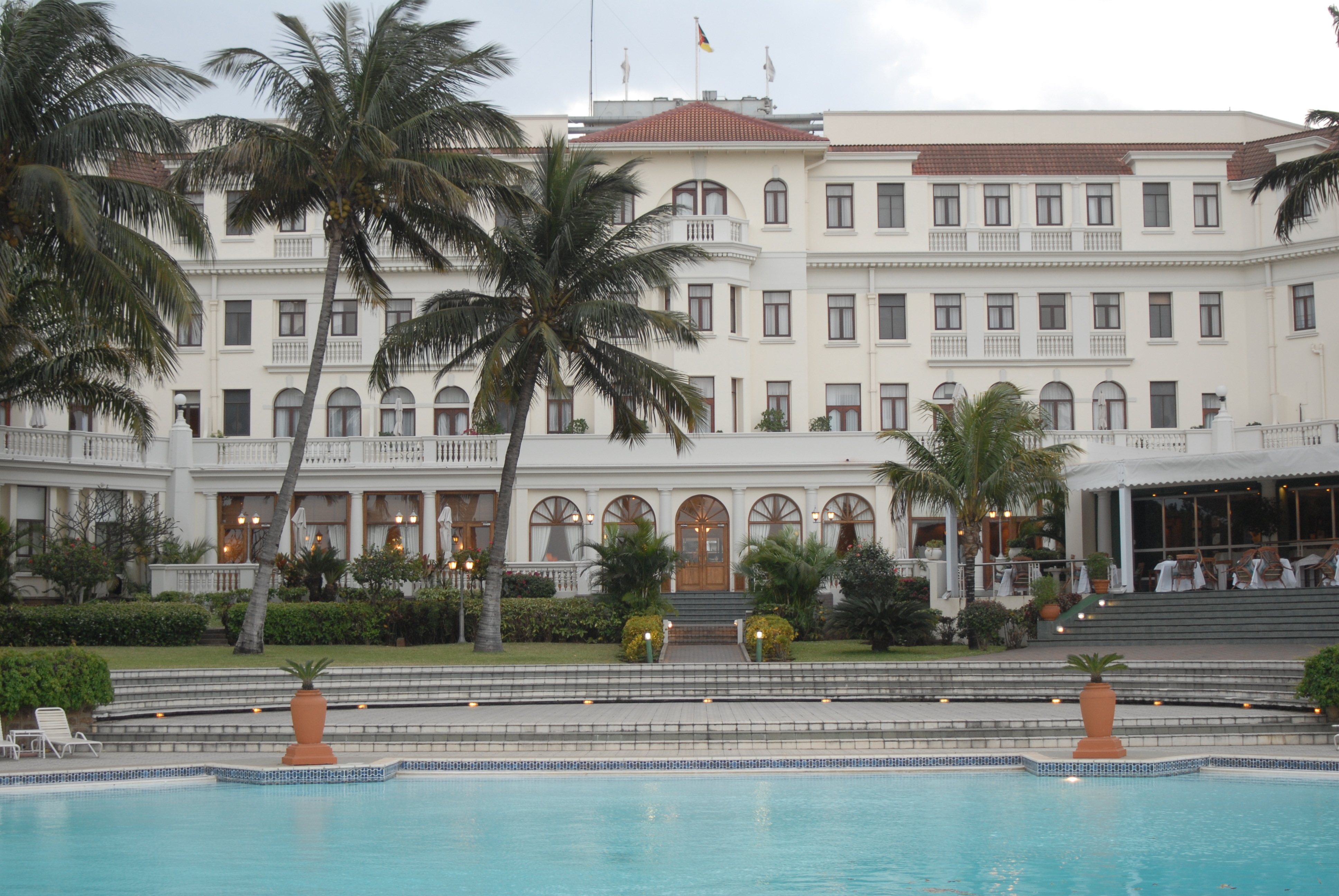
高級ホテル・ポラナ

ケッペンの気候区分でサバナ気候に区分される。
| マプトの気候                             | マプトの気候  | マプトの気候  | マプトの気候  | マプトの気候 | マプトの気候 | マプトの気候 | マプトの気候 | マプトの気候 | マプトの気候 | マプトの気候 | マプトの気候 | マプトの気候 | マプトの気候   |
| 月                                       | 1月           | 2月           | 3月           | 4月          | 5月          | 6月          | 7月          | 8月          | 9月          | 10月         | 11月         | 12月         | 年             |
| ---------------------------------------- | ------------- | ------------- | ------------- | ------------ | ------------ | ------------ | ------------ | ------------ | ------------ | ------------ | ------------ | ------------ | -------------- |
| 最高気温記録 °C （°F）                   | 43 (109)      | 39 (102)      | 40 (104)      | 39 (102)     | 38 (100)     | 34 (93)      | 36 (97)      | 39 (102)     | 46 (115)     | 45 (113)     | 44 (111)     | 44 (111)     | 46 (115)       |
| 平均最高気温 °C （°F）                   | 29.9 (85.8)   | 29.6 (85.3)   | 29.3 (84.7)   | 27.8 (82)    | 26.4 (79.5)  | 24.6 (76.3)  | 24.4 (75.9)  | 25.3 (77.5)  | 26.1 (79)    | 26.5 (79.7)  | 27.4 (81.3)  | 29.1 (84.4)  | 27.2 (80.95)   |
| 日平均気温 °C （°F）                     | 26.1 (79)     | 26.0 (78.8)   | 25.4 (77.7)   | 23.6 (74.5)  | 21.6 (70.9)  | 19.5 (67.1)  | 19.3 (66.7)  | 20.4 (68.7)  | 21.7 (71.1)  | 22.4 (72.3)  | 23.6 (74.5)  | 25.3 (77.5)  | 22.91 (73.23)  |
| 平均最低気温 °C （°F）                   | 22.3 (72.1)   | 22.3 (72.1)   | 21.5 (70.7)   | 19.4 (66.9)  | 16.8 (62.2)  | 14.4 (57.9)  | 14.2 (57.6)  | 15.4 (59.7)  | 17.2 (63)    | 18.3 (64.9)  | 19.7 (67.5)  | 21.4 (70.5)  | 18.58 (65.43)  |
| 最低気温記録 °C （°F）                   | 16 (61)       | 17 (63)       | 16 (61)       | 11 (52)      | 8 (46)       | 4 (39)       | 1 (34)       | 7 (45)       | 9 (48)       | 12 (54)      | 11 (52)      | 15 (59)      | 1 (34)         |
| 降水量 mm （inch）                       | 171.1 (6.736) | 130.5 (5.138) | 105.6 (4.157) | 56.5 (2.224) | 31.9 (1.256) | 17.6 (0.693) | 19.6 (0.772) | 15.0 (0.591) | 44.4 (1.748) | 54.7 (2.154) | 81.7 (3.217) | 85.0 (3.346) | 813.6 (32.032) |
| 平均降水日数                             | 8.1           | 7.6           | 7.0           | 4.4          | 2.8          | 2.4          | 1.8          | 2.2          | 3.2          | 5.5          | 7.9          | 7.5          | 60.4           |
| % 湿度                                   | 69.0          | 69.0          | 71.0          | 67.5         | 66.0         | 63.5         | 65.0         | 64.0         | 64.0         | 65.5         | 67.0         | 67.5         | 66.58          |
| 平均月間日照時間                         | 248           | 226           | 248           | 240          | 248          | 240          | 248          | 248          | 248          | 217          | 210          | 217          | 2,838          |
| 出典1：World Meteorological Organization |               |               |               |              |              |              |              |              |              |              |              |              |                |
| 出典2：BBC Weather                       |               |               |               |              |              |              |              |              |              |              |              |              |                |

## 経済
マプト港からの主な輸出品目は、石炭、木綿、砂糖、クロム、サイザル麻、コプラ、機械類である。また、モザール(Mozal) 社のアルミニウム精錬のプラントがある。

## 交通

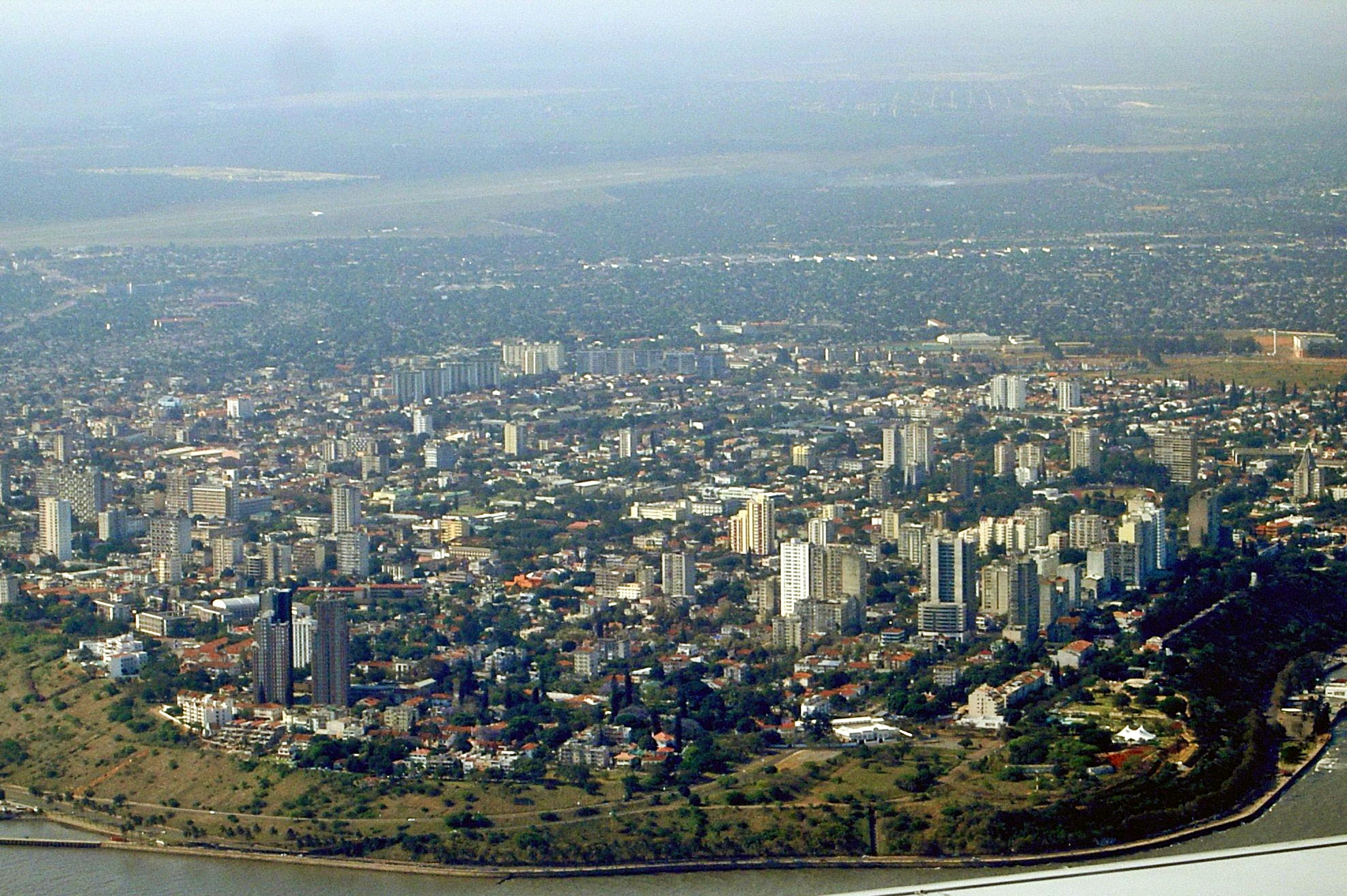
マプト市街

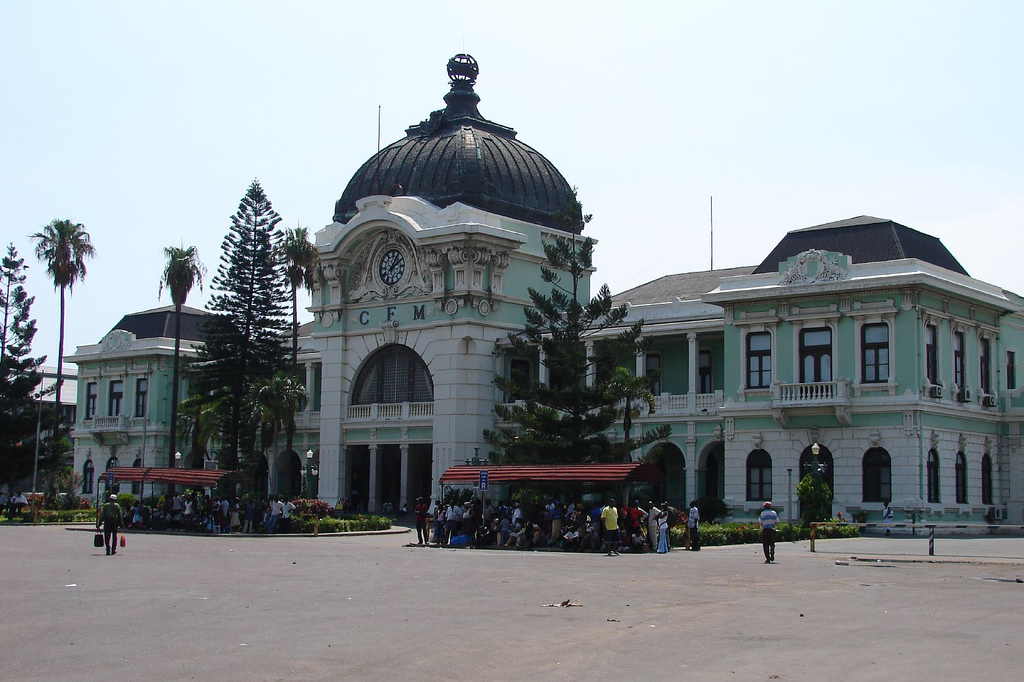
マプトの鉄道駅舎

### 空港
- マプト国際空港

### 鉄道
モザンビークの隣国の南アフリカ共和国、ジンバブエを結ぶ鉄道の出発駅がある。
マプトはモザンビークの南端に位置して、鉄道が国土を縦断していないため、北部との経済格差がある。

### 道路
道路は、長く続いた内戦時代の後遺症で、各地に地雷が無数にあり、発展を阻害する要素になっていた。しかしながら近年はこれらの事態を克服しつつあり、プラス成長に転じた。

### 港湾
- マプト港 - 南アフリカ共和国のヨハネスブルクを結ぶマプト回廊の主要な港である。

## 教育
- エドゥアルド・モンドラーネ大学
- モザンビーク教育大学

## スポーツ
マプトをホームとするいくつかのサッカークラブがある。
- CDマシャケネ
- Clube Ferroviário de Maputo
- Desportivo Maputo
- CD Costa do Sol

## 文化施設
モザンビーク歴史博物館、軍事博物館、自然史博物館、ローマ・カトリックのファティマの聖母大聖堂がある。
また、同都にはトゥンドゥルガーデン（正式名は「ジャルディン・トゥンドゥル(Jardim Tunduru)」）と呼ばれる公共広場があり、「街の中の自然」の調律において重要なものとなっている。この広場は「繁華街における公園」ならび「街中の庭園」の建設計画に基づき、イギリス人の庭師トーマス・ホニーによって1885年に設計されたものである。

## 著名な出身者
- エウゼビオ - サッカー選手
- ルイ・ゲーハ - ブラジルの映画監督
- ジョゼ・クラヴェイリーニャ - 詩人、カモンイス賞受賞者
- ネイマ - マラベンタの歌手
- テレイザ・ハインツ - アメリカの実業家、慈善活動家
- メシェル - サッカー選手

## 姉妹都市･提携都市
- ムババーネ（エスワティニ王国 ホホ地方）
- リスボン（ポルトガル共和国 リスボン県）